# 382 دودونا
دودونا 382 هو نيزك كبير من المناطق المركزية لحزام الكويكبات. اكتشفه عالم الفلك الفرنسي "Auguste Charlois" في 29 يناير 1894 في نيس. يصنف على أنه كويكب من النوع M.